# Santiago Stagnaro
Santiago Stagnaro (Montevideo, 23 de abril de 1888 - Buenos Aires, 14 de febrero de 1918) fue un poeta, pintor y escultor uruguayo radicado en Argentina en el barrio de La Boca, Buenos Aires.

## Biografía
Nacido en Montevideo, Uruguay, fue su hermano el escultor Orlando Stagnaro. Sus padres, italianos de la región de la Liguria, fueron Antonio Stagnaro, marino, y Antonia Maria Dentone. 
Hacia fines del año 1891 se trasladó con su familia a la Ciudad de Buenos Aires, radicándose en el entonces populoso barrio de La Boca, en la calle San Patricio 368 (luego Alvarado y hoy día Alfredo Palacios). Fue además activista gremial y de militancia anarquista en la Sociedad de Caldereros de La Boca. Asistió a los cursos de pintura de Alfredo Lazzari y de música junto al maestro César Stiattesi en la Asociación de Socorros Mutuos y Musical Unión de La Boca. Sus amigos de la infancia Juan de Dios Filiberto y Benito Quinquela Martín lo apodan el pequeño Leonardo por su virtuosismo y la multiplicidad y variedad de actividades en las que se destacaba.

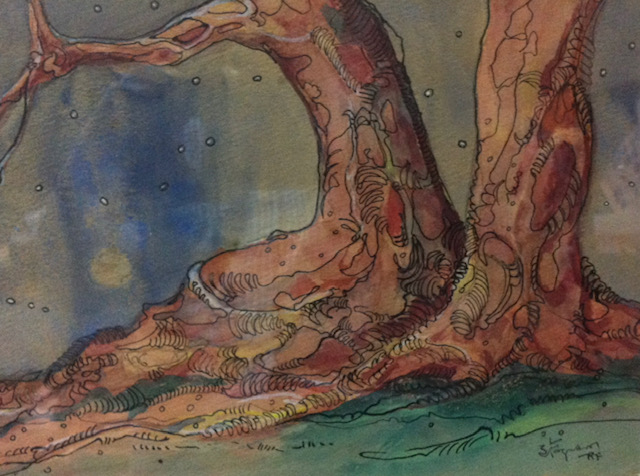
S/T (raigones), 1907

Como secretario de la Sociedad de Caldereros, consiguió junto a otros grupos obreros la reducción de la jornada laboral de ocho horas en Buenos Aires. 
Stagnaro se desempeñó como Director del periódico La Opinión y colaboró en distintas publicaciones de su época, como la revista de ciencia y arte Azul. Fue docente en la Escuela Fray Justo Santa María de Oro y fue el primer presidente de la SNAPE (Sociedad Nacional de Artistas Pintores y Escultores), que fundó en 1917 junto a Gastón Jarry, Adolfo Montero, Soto Avendaño, Guillermo Facio Hebequer, Miguel Carlos Victorica y Alfredo Guido, entre otros, incorporándose en 1918 Benito Quinquela Martín, bajo el nombre de Benito Chinchela.
En 1910, participa de la exposición realizada en conmemoración de los 25 años de la Sociedad Ligure de Mutuo Socorro. 
En el mes de octubre de 2018, el Museo de Artistas Argentinos Benito Quinquela Martín realizó una exposición de sus obras inéditas en conmemoración del centenario de su fallecimiento, titulada "Santiago Stagnaro. La leyenda del pequeño Leonardo".

## Cronología

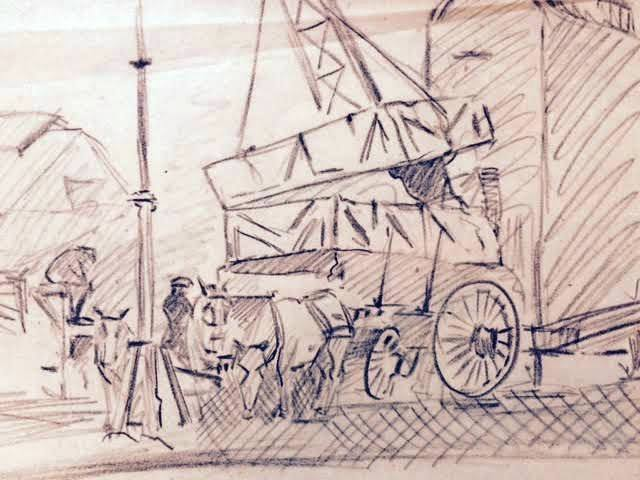
S/T,(descarga en el puerto de La Boca. c.1911)

1888– Nace en la ciudad de Montevideo, Uruguay, el lunes 23 de abril. Sus padres, ambos italianos de la región de Liguria, son Antonio Stagnaro, marino, nacido en la comuna de Sestri Levante, provincia de Génova, y Antonia María Dentone. Es bautizado el 30 de junio en la Parroquia de San Francisco de Asís, de la misma ciudad, estando presentes, además de sus padres, sus abuelos paternos, Andrés Stagnaro y María Brigante, y su abuelo materno, Santiago Dentone.
Es el primero de un total de cinco hijos. Sus hermanas María Amanda y Clorinda son también nacidas en Montevideo.
1891– Hacia fin de año se traslada con su familia a la Ciudad de Buenos Aires, radicándose en el populoso barrio de La Boca, en la calle San Patricio 368 (luego Alvarado y hoy día Alfredo Palacios). En este barrio nacerán sus dos restantes hermanos, Clara y el menor, Orlando.
1894 – Cursa la escuela primaria en el Colegio San Juan Evangelista del barrio de La Boca.
1896 – Fallece Antonio, su padre, quedando la familia en una complicada situación económica.
1897 - Alrededor de este año se muda con su familia a la calle Alvarado 335 (hoy Alfredo Palacios), La Boca.
1900 - Se instala con su familia en los fondos de una humilde y pequeña casa
de inquilinato construida en madera e iluminada a kerosene, ubicada en la calle Zárate 375 (hoy
Carlos F. Melo), y comienza a trabajar como
herrero y calderero en los astilleros de la zona del puerto para ayudar
económicamente a su madre, lavandera, y a sus tres hermanas, que
realizan trabajos de costura.
1903 – Conoce a Juan de Dios Filiberto. Comparten mutuamente sus
conocimientos de guitarra y formarán tiempo después un dúo que ofrecerá
serenatas por las noches. Gusta cantar canciones criollas y otras
composiciones. Le comentará unos años más tarde Filiberto a Benito
Chinchella (quien en 1919 cambiará su nombre a Benito Quinquela Martín): “Yo estoy en la música por Stagnaro. Él me metió la afición a la
guitarra y me aconsejó que estudiara música”.

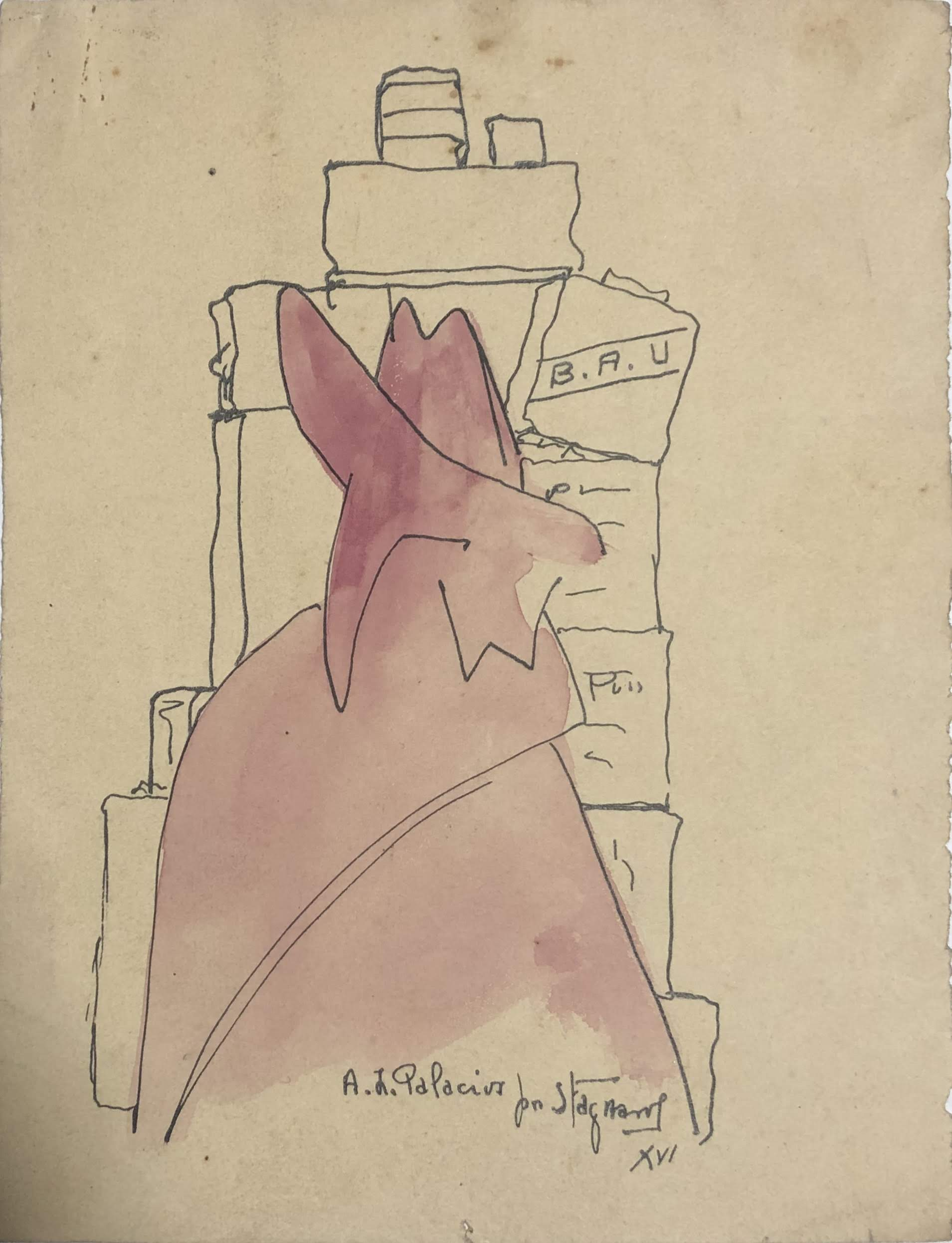
Alfredo Palacios, 1916

1904 – Apoya la campaña de Alfredo Palacios, quien gana con 830 votos las
elecciones del 13 de marzo y se convierte en el primer diputado socialista de
América.
1905 – Con 17 años tiene el cargo de secretario de la Sociedad de Resistencia
Obreros Caldereros y Anexos, cuya sede se encuentra en la calle Zárate 361,
La Boca (luego se mudará a Garibaldi 1556 y a Olavarría al 600, al lado de la
Unión de La Boca). También integra la redacción de El Obrero Calderero,
órgano de dicha Sociedad. Contará Filiberto (que a partir de este año trabaja
en los talleres de Mihanovich): “Del sueldo que ganaba, entregaba la mitad a
mi madre y la otra parte también se repartía en mitades entre mis gastos, los
de mi amigo Stagnaro y el centro anarquista”.
1906 – Toma clases de solfeo con el maestro César Stiattesi en la Academia
Musical Pezzini-Stiattesi, que funciona en la Sociedad Cosmopolita Musical y
de Socorros Mutuos Unión de La Boca, ubicada en la calle Olavarría 636.
1907-1908 – A través de Filiberto, comienza a tratar a Chinchella, cuando ambos
van a visitar a Stagnaro a la pequeña casucha de la calle Zárate, donde vivía
con su familia. Ya se conocían de vista: “Usted iba antes a la biblioteca de
nuestra Sociedad. ¿Por qué no va ahora?”, le pregunta Stagnaro. “De noche voy a la academia de Lazzari”, responde Chinchella, como recordará años
más tarde en su autobiografía:

Stagnaro ocupaba una pieza que le servía de estudio, de dormitorio, de escritorio y de biblioteca. Pocos muebles, menos de los indispensables. Muchos libros y algunos cuadros. En un rincón, un bastidor y una guitarra.

Filiberto lo apoda “el pequeño Leonardo” por su múltiple y brillante
personalidad. Recordará el célebre músico: “Quinquela, Stagnaro y yo
formamos un trío de amigos: ‘El terceto de la amistad’. Íbamos a las
exposiciones; la primera que vimos fue la del Centenario 1910; íbamos a los
conciertos; Stagnaro todo lo sabía y todo lo explicaba muy bien”.
En julio de 1954 rememorará su hermano Orlando, destacado escultor argentino: “Un
íntimo amigo de mi hermano, Benito Quinquela Martín, me entregaba a mí
pequeños paquetes de yerba, azúcar, fideos y otros comestibles que
contribuían a completar nuestra muy escasa ración diaria”.
Firma durante 1908 junto con Benito Chinchella el Manifiesto de la huelga
portuaria, a partir del que se logra implementar la jornada laboral de ocho
horas y reducir el peso de las bolsas de carbón de 100 a 70 kg.

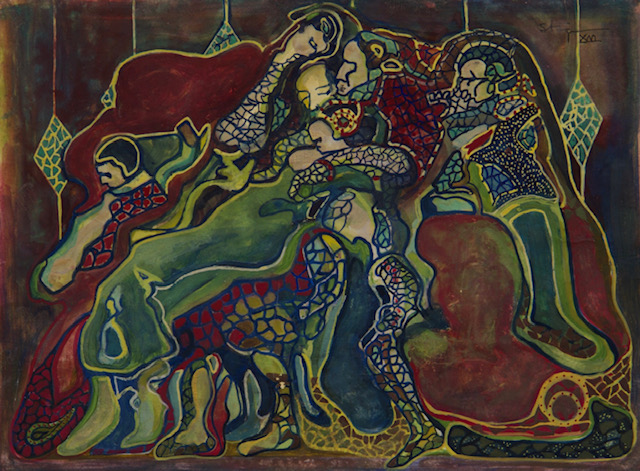
S/T, 1916, acuarela y gouache

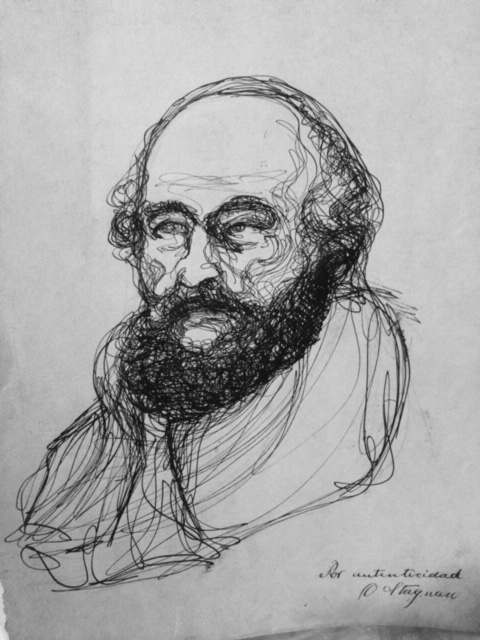
Mijail Bakunin, c.1917

1909 – Por esta época participa junto a un grupo de artistas, escritores, etc., de
las tertulias que se realizan en la peluquería de Nuncio Nuciforo. Este local y
vivienda que alquila este joven peluquero, gran aficionado a la pintura, estaba ubicado en Olavarría 574. Entre los habituales asistentes se encuentran
Benito Chinchella, Juan de Dios Filiberto, Alfredo Lazzari, Fortunato
Lacámera, Vicente Vento, Arturo Maresca, Camilo Mandelli, Adolfo Montero,
José Accinelli y otros.
Ingresa a la Academia Nacional de Bellas Artes, pero abandona a los cuatro
meses por motivos de orden económico y social, ya que vive en constante
alerta y prácticamente oculto, debido a que la policía lo busca por sus ideas
anarquistas.
1910 – Durante marzo y abril, con casi 22 años de edad, exhibe por primera vez sus
trabajos en la exposición artística local organizada por la Sociedad Ligure de
Mutuo Socorro, en su sede de la calle Suárez 676, de La Boca, con motivo del
XXV aniversario de su fundación. Las dos obras que presenta son
Autorretrato (Pastel) y Cabeza de estudio (Lápiz).
Su amigo Benito Chinchella le hace un lugar en su taller de la calle Magallanes
889 (junto a Adolfo Montero). Luego se quedarán un tiempo como inquilinos.

### Revista Azul
1911 – Es uno de los fundadores de Azul, revista literaria mensual, cuyo
primer número aparece el 21 de septiembre y el último, de un total de
diecinueve, en mayo de 1913. Stagnaro escribe, especialmente a partir de 1912,
varios artículos en sus páginas, incluso utiliza un par de seudónimos
(Rubén Lezama y J. González Darío) debido al ya mencionado problema con la policía por su actividad anarquista.
También dirige el periódico zonal La Opinión.
1912 – Suele reunirse por las noches con amigos y colegas para charlar sobre
temas de arte, preferentemente en el Café Torres, ubicado en la avenida
Brown 1479, esquina Alvear –hoy Ayolas– a metros de Pedro de Mendoza.
Unos años antes solía concurrir al Café del Sur, en la intersección de las calles
Santa Teresa –hoy Ministro Brin– y Pedro de Mendoza. Según recordará
tiempo más tarde su amigo José Miguel Torre Revello, le obsesionaban por la altura
de sus concepciones maestros como Augusto Rodin y Anglada Camarasa, sin
dejar en olvido a los impresionistas, con Monet y Sisley en primer término.
Versos escritos frente a la mascarilla auténtica de L.V. Beethoven:

Frente a Beethoven:

Oigo el gemir de viejos Patriarcales,
Oigo el rumor del orbe entristecido,
Oigo bramar furiosos huracanes.
Frente a la imagen de su rostro adormecido...

Santiago Stagnaro

Es un gran lector de la literatura vernácula. Conoce muy bien el Martin Fierro.
También Los Cielitos y diálogos patrióticos de Bartolomé Hidalgo, uno de los
iniciadores de la poesía gauchesca en el Río de La Plata.
Instala su taller, junto a Adolfo Montero, en la calle Olavarría, al lado de la
Unión de La Boca, cuyo alquiler le paga la Sociedad de Fomento de las Bellas
Artes, que había decidido pensionar al artista uruguayo para que pudiera
dedicarse a sus inquietudes artísticas. Esta sociedad es creada el 28 de agosto
de 1911 por Santiago Elena, Ángel Médice, Ángel López, Francisco Rossi,
Miguel Carbone y colaborando con ella el Dr. Mandolini y Juan de Dios
Filiberto. A este estudio, donde además funciona la Sociedad de Caldereros
(de la que Stagnaro era su secretario), concurren con frecuencia todos los
asistentes a la peluquería de Nuciforo antes mencionados, incluido el propio
Chinchella, agregándose algunos, como el artista (y luego historiador) José Miguel Torre Revello
, el recitador Alemany Villa y José Víctor Molina, quien
practicaba arte dramático y declamación.
Participa del II Salón Nacional con sus esculturas Fragmento y Ecce-Homo,
valuadas por el artista en 200 y 350 pesos respectivamente.

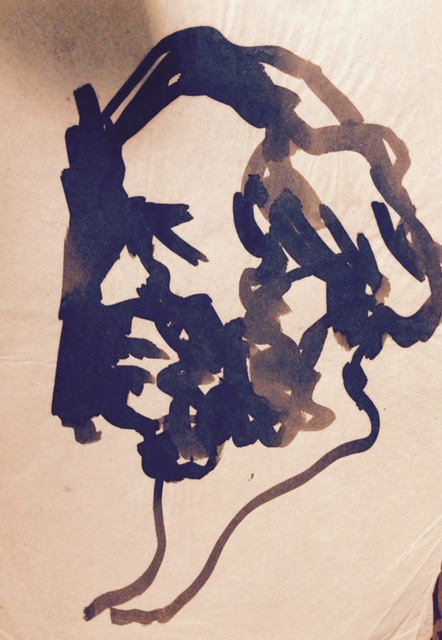
Perfil de Gervasio Artigas, c.1913

1913 – Hacia principios de febrero, viaja a Montevideo para participar en el
concurso para erigir el monumento al general Artigas. Consigue un trabajo como obrero pintor de obras, de
ocho horas diarias y mal remunerado (el equivalente a 7,50 pesos diarios en
Argentina), para poder subsistir mientras concursa.
Finalmente, sin éxito, regresa a Buenos Aires durante agosto.

### El Cráter
Frecuenta el taller denominado El Cráter, que hacia fines de año Guillermo
Facio Hebequer instala en las habitaciones de la planta alta de una casa
ubicada en la esquina de Pedro de Mendoza y Patricios, y que comparte con
los pintores Torre, Gonzalo del Villar y José Miguel Torre Revello y al que se suman
poco después Adolfo Montero, Guido Acchiardi, Arturo Shaw y algunos otros.
A este grupo inicial se agregarán Abraham Vigo, Adolfo Bellocq, José Arato,
Santiago Palazzo y Agustín Riganelli. También es frecuentado por Benito
Chinchella, que es quien sumará luego a Filiberto al grupo más compacto y
perseverante, una vez que Facio muda El Cráter a la calle Monasterio en
Parque Patricios, el que será el primero de varios cambios de ubicación (y
donde se irán agregando algunos integrantes más) que finalizarán una vez
que se instala definitivamente en la calle La Rioja 1861, en Parque Patricios.
La Revista Juventud de crítica y sociología, escrita por obreros y para obreros, dedica varias páginas de su editorial "¡Sueño o realidad? - Destello Dantesco - El Infierno" al joven pintor, escultor y poeta Santiago Stagnaro.

### Curso post-escolar de dibujo Ornamental-Industrial[11]
1915 – Gracias al apoyo de Agustín R. Caffarena, presidente del Consejo
Escolar XX (de 1915 a 1917), quien logra la aprobación por el Consejo
Nacional de Educación del plan de enseñanza “Del taller a la escuela”, es que
a partir de agosto dicta, bajo su autoría y dirección, un “Curso post-escolar de
dibujo Ornamental-Industrial”, en la Asociación Fray Justo Santa María de
Oro, en la calle Santa Rosalía 1815, Barracas (actualmente calle Río Cuarto).
El curso nocturno, donde llegan a tener la asistencia de 60 obreros, finalizará abruptamente luego de casi dos años (durante el otoño de 1917) cuando el nuevo presidente del Consejo Escolar XX, Dr. Humberto Garbini, dispone clausurar los cursos debido a la falta de título habilitante de los maestros.

Puente transbordador Nicolás Avellaneda, barrio de La Boca, 1915, Archivo MBQM

En agosto son rechazadas por el jurado de admisión sus esculturas en yeso,
Sarmiento y Facundo, presentadas para el V Salón Nacional.

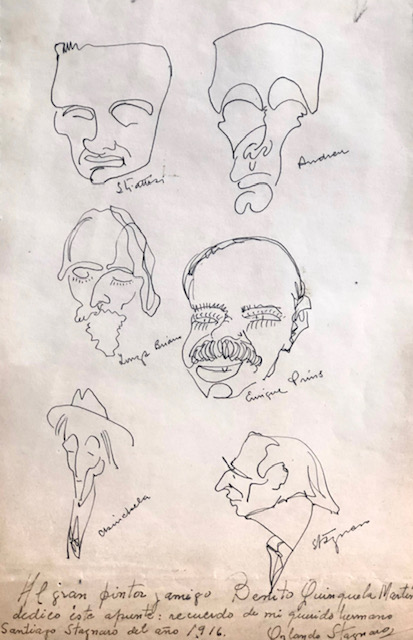
S/T (caricaturas de Enrique Prins, Benito Quinquela Martín, César Stiattesi, Pedro Zonza Briano, Orlando Stagnaro), 1916

1917 – Se muda con su familia a una casa de inquilinato, al igual que la anterior construida en madera y con iluminación a kerosene, en la calle Lamadrid
1033, La Boca.
Participa en el Primer Salón de Humoristas, con doce dibujos –algunos
acuarelados– junto a Cao, Columba, Grenet, Málaga, Pelele, Sachetti, entre
muchos otros autores.
Concurre al Tercer Salón Anual de Acuarelistas, Pastelistas y Aguafuertistas en la última quincena de mayo, donde presenta varias obras.

### Funda la SNAPE (Sociedad Nacional de Artistas Pintores y Escultores)
A partir de una primera reunión convocada por
Stagnaro, que se realiza en un café de Riobamba y Santa Fe, en el barrio de
Recoleta, queda planteada la nueva institución para la cual él mismo redacta
sus estatutos. Crea de este modo, en otra reunión posterior realizada la
noche del sábado 8 de septiembre en la casa-taller de Guillermo Facio Hebequer, la
Sociedad Nacional de Artistas Pintores y Escultores. Se aprueba el reglamento
por unanimidad y se nombra la primera comisión directiva, la que tiene a
Santiago Stagnaro como presidente. En otros cargos figuran Gastón Jarry,
vicepresidente 1º; Adolfo Montero y E. Soto Avendaño, prosecretarios; G.
Guillermo Facio Hebequer, tesorero; Miguel Carlos Victorica, protesorero; y A. Panozzi, Alfredo
Guido, A. Vena, César Sforza, etc., entre los vocales. La secretaría queda
establecida en la casa-taller de Guillermo Facio Hebequer, en la calle Brasil 1476, 2º
piso, Buenos Aires. Luego de fallecido Stagnaro, en la renovación de la C.D., en
septiembre de 1918, se incorpora como vocal Quinquela Martín (bajo el
nombre M. B. Chinchella).
Participa en septiembre en el VII Salón Nacional, con su óleo Noche de
Carnaval, obra a la que el artista le fija un valor de ochocientos pesos.

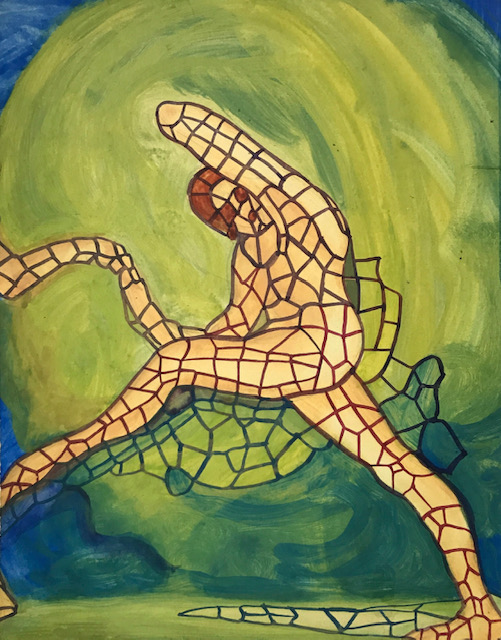
S/T, acuarela y gouache, c.1915

1918 – La tuberculosis, contra la que estuvo batallando varios años, lo
derrota, falleciendo con apenas 29 años de edad, a las 18.20 horas del jueves
14 de febrero, como consecuencia de una nefritis crónica, en su domicilio de
Lamadrid 1033, donde también son velados sus restos. La Sociedad Nacional
de Artistas Pintores y Escultores invita a sus asociados a concurrir al acto del
sepelio que se efectúa a las 14 horas del viernes 15, en el Cementerio del
Oeste (actualmente Cementerio de la Chacarita).
La Asociación Fray Justo Santa María de Oro, de la Escuela N.º 3, C.E. XX
designa una comisión integrada por su presidente Sr. Natalio Tattarletti y por
Benito Chinchella para que la represente en el sepelio de sus restos y hagan
uso de la palabra. Acuerda además un subsidio de cien pesos a la familia de
Stagnaro, por “razones de un orden superior”.

## Homenajes y muestras póstumas
- 1918 – José Miguel Torre Revello, en un discurso póstumo:[12]

Nos unía, desde muchos años, una amistad que con el andar del tiempo iba siendo cada vez mas estrecha. Conocíamos su primera actuación pública en los centros obreros, donde unió a la virilidad de su verbo su activa acción y firmeza. Más tarde, en pro de sus ideales nobles y generosos, hizo vibrar su pluma gallarda y franca que nunca se sometió a mezquinos y bajos intereses. Alternó su acción de periodista local en el populoso barrio de La Boca con sus aspiraciones artísticas.

- 1918 – Sociedad de Acuarelistas, Pastelistas y Aguafuertistas - IV Salón Anual, en el mes de mayo, se exponen cinco gouaches: "Carnaval,Carnaval,Carnaval, Oid mortales y Ecce-Homo.
- 1918 – Primer Salón de Independientes – Sin Jurados y sin Premios, del 16 al 30 de agosto, organizado por la (SNAPE) Sociedad Nacional de Artistas Pintores y Escultores en el Salón Costa, ubicado en la calle Florida 660,Buenos Aires. Sus amigos colegas y socios de la institución le realizan un homenaje póstumo exponiendo un total de ocho de sus obras que ocupan toda una pared: Noche de Carnaval (Óleo); El caballero blanco (Óleo); Impresión del puerto (Gouache) y las cinco restantes sin indicación del procedimiento utilizado por el artista: La danza del fuego; Danza; Danza; Descarga en el puerto y San Roque.Catálogo Salón Nacional de Artes Decorativas 1919

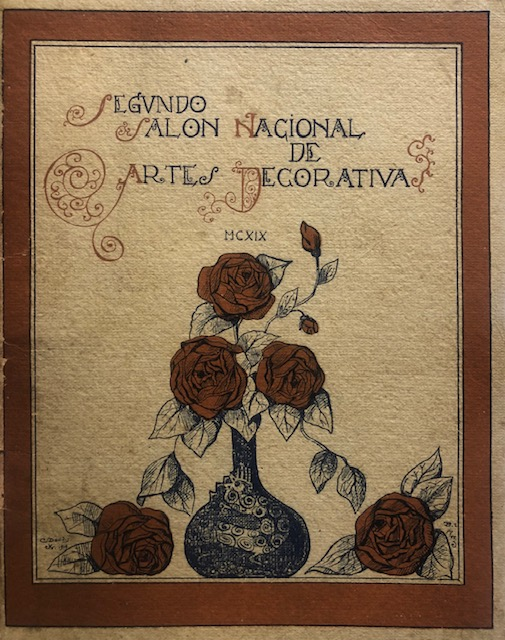
Catálogo Salón Nacional de Artes Decorativas 1919

- 1919 – Comisión Municipal de Bellas Artes de Rosario - III Salón de Otoño de Rosario: participa con dos obras N.º 166 "Salida del baile" (gouache) y N.º 167 "Nocturno" (gouache), en la Sala VII.
- 1919 – II Salón Nacional de Artes Decorativas: participa con sesenta y cinco dibujos y acuarelas.
- 1919 – Cooperativa Artísticas Lda. - Exposición Permanente de Artistas Argentinos: participa con tres obras Nº52 y 53 "Impresiones del puerto" (acuarela) y Nº54 "El potrero" (acuarela).
- 1920 – Comisión Municipal de Bellas Artes de Rosario - IV Salón de Otoño de Rosario: participa con tres obras N.º 195 "Carnaval" (acuarela), N.º 196 "Danza" (acuarela) y N.º 197 "Impresión" (acuarela), en la Sala VI.
- 1920 – III Salón de la Sociedad Nacional de Arte Decorativo: participa con siete dibujos acuarelados.
- 1922 – Salón Chandler (Florida 260): participa entre otras obras con una escultura (yeso) "Sarmiento" y serie de estudios "América".[13]
- 1923 – Revista "La Fragua":[14]

Stagnaro era un autodidacta, en toda la basta acepción del vocablo. Ya había salido del periodo indeciso para entrar en el luminoso camino de Damasco. Lleno de fe y de voluntad había emprendido su marcha hacia la cumbre soñada para alcanzar el beso de la gloria; y lo hubiera conseguido seguramente, si la Parca, esa eterna descarnada, no hubiese apagado el soplo de su vida.

- 1924 – Revista "La Fragua":[15]

Stagnaro ... Fue un estudioso infatigable, dotado de ese espíritu de penetración que suelen tener los autodidactos de talento. Por eso se había sabido formar una solida cultura artística y literaria, que ya quisieran tener para si muchas "genialidades"de la hora presente.

- 1928 – La Peña (Agrupación de gente de letra y arte):  acto rememorativo a cargo del D. Atilio Chiappori, D. German de Elizalde, D. Ricardo Gutiérrez, Manuel Rojas, Silveyra y Fernan Felix de Amador.[16]
- 1936 – Dirección Nacional de Bellas Artes de Buenos Aires - "Un Siglo de Arte en la Argentina": participa con dos obras N.º 446 "Jose Lorenzo Tato" de 1911 (dibujo) y N.º 447 "Pierrot - tango" de 1917 (óleo).
- 1939 – Salón Witcomb - Salón Anual Sociedad de Acuarelistas y Grabadores (Muestra Retrospectiva): participa con una acuarela N.º 80 "Carnaval".
- 1940 – Asociación Argentina de Artistas Camauti - Salón Anual de Pintura al Pastel y Primer Salón de Carbones: participa con una obra N.º 78 "Cabeza".
- 1941 – Vida del Ateneo (Publicación del Ateneo Popular de La Boca): "La Boca a través de sus pintores - Santiago Stagnaro"[17]
- 1942 – Museo Municipal de Bellas Artes Lomas de Zamora: "Muestra de las obras que integran el patrimonio", participa con dos obras, "Cabeza de Sarmiento" (yeso patinado) y "Fantasía" (Acuarela).
- 1943 – Ateneo Popular de La Boca -7 Artistas Boquenses - XXXVII Exposición de Arte (Salones del Banco Municipal): En el 25 aniversario de su muerte, participa con el óleo "Autorretrato".
- 1949 – Ateneo Popular de La Boca - 85.º Muestra de Arte - Escultores Boquenses de Ayer y de Hoy -: participa con un yeso "Fragmento"
- 1951 – Agrupación "Los Pibes" - Salón Anual - Cincuenta años de Arte Argentino en el salón de Galería Argentina: participa con una obra "Coro".
- 1951 – Club Social de La Boca - X Aniversario de su Fundación - III Exposición de Artes Plásticas - obras de Santiago y Orlando Stagnaro: participa con 20 obras (disertación del historiador Antonio J. Bucich: "Santiago Stagnaro, un artista boquense en el nacer del siglo").
- 1952 – Museo Nacional de Bellas Artes, Exposición de la Pintura y la Escultura Argentinas de este Siglo: participa con una obra (gouache), "Tormenta", Sala XIII. S/T (raigones, c. 1906)

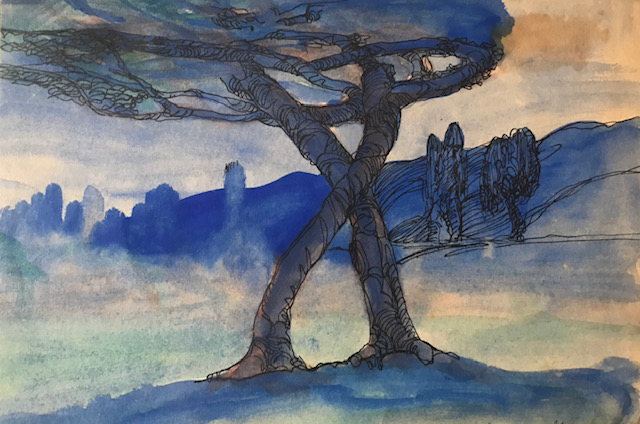
S/T (raigones, c. 1906)

- 1953 – Galería Argentina - Santiago Stagnaro (1888-1918), muestra individual: presentando 37 obras.
- 1954 – Bohemia-Agrupación de Arte - XVI Muestra Colectiva: participa con la obra "Carnaval" (gouache).
- 1956 – Bohemia-Agrupación de Arte - XXVII Muestra - exposición colectiva: participa con la obra "Motivo de carnaval" (gouache)
- S/D Galería de Arte Degas - Intimidad de los Maestros: obras inéditas.
- S/D Casa de la Cultura Boquense - Primer Muestra de Arte Boquense
- 2000 – SAAP (Sociedad Argentina de Artistas Plásticos) - Exposición Homenaje a Santiago Stagnaro.
- 2018 – Museo de Artistas Argentinos Benito Quinquela Martín - "Santiago Stagnaro, La Leyenda del Pequeño Leonardo" - exposición de obras inéditas al cumplirse el centenario de su fallecimiento.
- 2019 – Asociación Dante Alighieri de Buenos Aires,[18] casa central - "Exposición Santiago Stagnaro (1888-1918)" en los festejos de la Settimana Ligure.[19]

## Obras
| Obra | Título                                                | Fecha  | Características                                                                                |
| ---- | ----------------------------------------------------- | ------ | ---------------------------------------------------------------------------------------------- |
|      | S/T (serie de los caprichos)                          | 1911   | Tinta y aguada Colección MOSE Archivado el 10 de junio de 2020 en Wayback Machine.             |
|      | El cuarto poder (serie de los caprichos)              | 1911   | Tinta y aguada Colección MOSE Archivado el 10 de junio de 2020 en Wayback Machine.             |
|      | S/T trapecio y dorsal mayor (serie del cuerpo humano) | 1912   | Lápiz sobre papel Colección MOSE Archivado el 10 de junio de 2020 en Wayback Machine.          |
|      | Pierrot tango                                         | c.1913 | Oleo sobre tela Museo de Artistas Argentinos Benito Quinquela Martín                           |
|      | Salome                                                | 1915   | Gouache sobre papel Colección MOSE Archivado el 10 de junio de 2020 en Wayback Machine.        |
|      | La Vuelta de Rocha                                    | 1915   | Tinta y acuarela sobre papel Museo Nacional de Bellas Artes (Argentina) MNBA                   |
|      | S/T (rostro masculino)                                | 1916   | Tinta y aguada sobre papel Colección MOSE Archivado el 10 de junio de 2020 en Wayback Machine. |
|      | Amigos VIejos                                         | 1917   | Tinta y aguada sobre papel Colección MOSE Archivado el 10 de junio de 2020 en Wayback Machine. |

## Artículos
- Curso de dibujo ornamental-industrial, 1916 Archivado el 30 de julio de 2019 en Wayback Machine.
- SNAPE (Sociedad Nacional de Artistas Pintores y Escultores) 1917